# Lista di asteroidi (292001-293000)
Di seguito una lista di asteroidi dal numero 292001 al 293000 con data di scoperta e scopritore.

## 292001-292100
| Nome             | Designazione provvisoria | Data di scoperta  | Scopritore    |
| ---------------- | ------------------------ | ----------------- | ------------- |
| 292001 -         | 2006 QG117               | 27 agosto 2006    | LONEOS        |
| 292002 -         | 2006 QJ117               | 27 agosto 2006    | LONEOS        |
| 292003 -         | 2006 QD118               | 27 agosto 2006    | LONEOS        |
| 292004 -         | 2006 QV120               | 29 agosto 2006    | CSS           |
| 292005 -         | 2006 QS121               | 29 agosto 2006    | CSS           |
| 292006 -         | 2006 QL123               | 29 agosto 2006    | CSS           |
| 292007 -         | 2006 QH124               | 16 agosto 2006    | NEAT          |
| 292008 -         | 2006 QF129               | 17 agosto 2006    | NEAT          |
| 292009 -         | 2006 QO129               | 18 agosto 2006    | LONEOS        |
| 292010 -         | 2006 QK132               | 22 agosto 2006    | NEAT          |
| 292011 -         | 2006 QE133               | 23 agosto 2006    | NEAT          |
| 292012 -         | 2006 QE136               | 29 agosto 2006    | CSS           |
| 292013 -         | 2006 QQ136               | 29 agosto 2006    | CSS           |
| 292014 -         | 2006 QH144               | 26 agosto 2006    | Broughton, J. |
| 292015 -         | 2006 QH145               | 18 agosto 2006    | Spacewatch    |
| 292016 -         | 2006 QU145               | 18 agosto 2006    | Spacewatch    |
| 292017 -         | 2006 QH147               | 18 agosto 2006    | Spacewatch    |
| 292018 -         | 2006 QG149               | 18 agosto 2006    | Spacewatch    |
| 292019 -         | 2006 QP149               | 18 agosto 2006    | Spacewatch    |
| 292020 -         | 2006 QP150               | 19 agosto 2006    | Spacewatch    |
| 292021 -         | 2006 QE152               | 19 agosto 2006    | Spacewatch    |
| 292022 -         | 2006 QG152               | 19 agosto 2006    | Spacewatch    |
| 292023 -         | 2006 QL155               | 18 agosto 2006    | NEAT          |
| 292024 -         | 2006 QZ155               | 19 agosto 2006    | Spacewatch    |
| 292025 -         | 2006 QB156               | 19 agosto 2006    | Spacewatch    |
| 292026 -         | 2006 QV160               | 19 agosto 2006    | Spacewatch    |
| 292027 -         | 2006 QP161               | 19 agosto 2006    | Spacewatch    |
| 292028 -         | 2006 QT162               | 21 agosto 2006    | Spacewatch    |
| 292029 -         | 2006 QM165               | 29 agosto 2006    | CSS           |
| 292030 -         | 2006 QN165               | 29 agosto 2006    | CSS           |
| 292031 -         | 2006 QR165               | 15 ottobre 2001   | Spacewatch    |
| 292032 -         | 2006 QN168               | 30 agosto 2006    | LONEOS        |
| 292033 -         | 2006 QO168               | 30 agosto 2006    | LONEOS        |
| 292034 -         | 2006 QQ168               | 30 agosto 2006    | LONEOS        |
| 292035 -         | 2006 QS168               | 30 agosto 2006    | LONEOS        |
| 292036 -         | 2006 QR169               | 27 agosto 2006    | LONEOS        |
| 292037 -         | 2006 QN176               | 22 agosto 2006    | Buie, M. W.   |
| 292038 -         | 2006 QU178               | 21 agosto 2006    | Spacewatch    |
| 292039 -         | 2006 QP182               | 28 agosto 2006    | Becker, A. C. |
| 292040 -         | 2006 QW182               | 19 agosto 2006    | Spacewatch    |
| 292041 -         | 2006 QL183               | 28 agosto 2006    | Spacewatch    |
| 292042 -         | 2006 QM183               | 28 agosto 2006    | Spacewatch    |
| 292043 -         | 2006 QN183               | 28 agosto 2006    | CSS           |
| 292044 -         | 2006 QX184               | 18 agosto 2006    | Spacewatch    |
| 292045 -         | 2006 QY184               | 18 agosto 2006    | Spacewatch    |
| 292046 -         | 2006 QM185               | 28 agosto 2006    | Spacewatch    |
| 292047 -         | 2006 QZ185               | 28 agosto 2006    | CSS           |
| 292048 -         | 2006 QE187               | 29 agosto 2006    | Spacewatch    |
| 292049 -         | 2006 QF187               | 29 agosto 2006    | Spacewatch    |
| 292050 -         | 2006 RX1                 | 13 settembre 2006 | Eskridge      |
| 292051 Bohlender | 2006 RD3                 | 14 settembre 2006 | Balam, D. D.  |
| 292052 -         | 2006 RC4                 | 12 settembre 2006 | CSS           |
| 292053 -         | 2006 RG5                 | 14 settembre 2006 | CSS           |
| 292054 -         | 2006 RN5                 | 14 settembre 2006 | CSS           |
| 292055 -         | 2006 RE6                 | 14 settembre 2006 | CSS           |
| 292056 -         | 2006 RZ6                 | 14 settembre 2006 | CSS           |
| 292057 -         | 2006 RF8                 | 12 settembre 2006 | CSS           |
| 292058 -         | 2006 RL8                 | 12 settembre 2006 | CSS           |
| 292059 -         | 2006 RR9                 | 13 settembre 2006 | NEAT          |
| 292060 -         | 2006 RD10                | 13 settembre 2006 | NEAT          |
| 292061 -         | 2006 RF10                | 13 settembre 2006 | NEAT          |
| 292062 -         | 2006 RW10                | 12 settembre 2006 | CSS           |
| 292063 -         | 2006 RB12                | 13 settembre 2006 | NEAT          |
| 292064 -         | 2006 RS12                | 14 settembre 2006 | Spacewatch    |
| 292065 -         | 2006 RS13                | 14 settembre 2006 | Spacewatch    |
| 292066 -         | 2006 RE15                | 14 settembre 2006 | Spacewatch    |
| 292067 -         | 2006 RF16                | 14 settembre 2006 | NEAT          |
| 292068 -         | 2006 RP16                | 14 settembre 2006 | CSS           |
| 292069 -         | 2006 RP17                | 14 settembre 2006 | CSS           |
| 292070 -         | 2006 RH18                | 14 settembre 2006 | Spacewatch    |
| 292071 -         | 2006 RP18                | 14 settembre 2006 | CSS           |
| 292072 -         | 2006 RX18                | 14 settembre 2006 | NEAT          |
| 292073 -         | 2006 RW20                | 15 settembre 2006 | Spacewatch    |
| 292074 -         | 2006 RB21                | 15 settembre 2006 | Spacewatch    |
| 292075 -         | 2006 RL21                | 15 settembre 2006 | Spacewatch    |
| 292076 -         | 2006 RN21                | 15 settembre 2006 | Spacewatch    |
| 292077 -         | 2006 RC24                | 13 settembre 2006 | NEAT          |
| 292078 -         | 2006 RF26                | 14 settembre 2006 | NEAT          |
| 292079 -         | 2006 RN26                | 14 settembre 2006 | Spacewatch    |
| 292080 -         | 2006 RA33                | 15 settembre 2006 | Spacewatch    |
| 292081 -         | 2006 RJ33                | 12 settembre 2006 | CSS           |
| 292082 -         | 2006 RU33                | 12 settembre 2006 | CSS           |
| 292083 -         | 2006 RB34                | 12 settembre 2006 | CSS           |
| 292084 -         | 2006 RH34                | 12 settembre 2006 | CSS           |
| 292085 -         | 2006 RS34                | 13 settembre 2006 | NEAT          |
| 292086 -         | 2006 RT34                | 13 settembre 2006 | NEAT          |
| 292087 -         | 2006 RW34                | 14 settembre 2006 | NEAT          |
| 292088 -         | 2006 RN35                | 14 settembre 2006 | NEAT          |
| 292089 -         | 2006 RO35                | 14 settembre 2006 | NEAT          |
| 292090 -         | 2006 RT35                | 14 settembre 2006 | NEAT          |
| 292091 -         | 2006 RC37                | 12 settembre 2006 | CSS           |
| 292092 -         | 2006 RT39                | 12 settembre 2006 | CSS           |
| 292093 -         | 2006 RB40                | 12 settembre 2006 | CSS           |
| 292094 -         | 2006 RS42                | 14 settembre 2006 | Spacewatch    |
| 292095 -         | 2006 RX43                | 14 settembre 2006 | Spacewatch    |
| 292096 -         | 2006 RV44                | 14 settembre 2006 | Spacewatch    |
| 292097 -         | 2006 RD46                | 14 settembre 2006 | Spacewatch    |
| 292098 -         | 2006 RO46                | 14 settembre 2006 | Spacewatch    |
| 292099 -         | 2006 RC47                | 14 settembre 2006 | Spacewatch    |
| 292100 -         | 2006 RJ48                | 14 settembre 2006 | CSS           |

## 292101-292200
| Nome                | Designazione provvisoria | Data di scoperta  | Scopritore           |
| ------------------- | ------------------------ | ----------------- | -------------------- |
| 292101 -            | 2006 RV49                | 14 settembre 2006 | Spacewatch           |
| 292102 -            | 2006 RE50                | 14 settembre 2006 | Spacewatch           |
| 292103 -            | 2006 RM50                | 14 settembre 2006 | Spacewatch           |
| 292104 -            | 2006 RS50                | 14 settembre 2006 | Spacewatch           |
| 292105 -            | 2006 RD53                | 14 settembre 2006 | Spacewatch           |
| 292106 -            | 2006 RP54                | 14 settembre 2006 | Spacewatch           |
| 292107 -            | 2006 RY54                | 14 settembre 2006 | Spacewatch           |
| 292108 -            | 2006 RP55                | 14 settembre 2006 | Spacewatch           |
| 292109 -            | 2006 RJ56                | 14 settembre 2006 | Spacewatch           |
| 292110 -            | 2006 RK56                | 14 settembre 2006 | Spacewatch           |
| 292111 -            | 2006 RZ56                | 14 settembre 2006 | Spacewatch           |
| 292112 -            | 2006 RM57                | 15 settembre 2006 | Spacewatch           |
| 292113 -            | 2006 RT58                | 15 settembre 2006 | Spacewatch           |
| 292114 -            | 2006 RB59                | 15 settembre 2006 | Spacewatch           |
| 292115 -            | 2006 RO59                | 15 settembre 2006 | Spacewatch           |
| 292116 -            | 2006 RQ59                | 15 settembre 2006 | Spacewatch           |
| 292117 -            | 2006 RR60                | 13 settembre 2006 | NEAT                 |
| 292118 -            | 2006 RR63                | 14 settembre 2006 | CSS                  |
| 292119 -            | 2006 RX63                | 12 settembre 2006 | CSS                  |
| 292120 -            | 2006 RO64                | 13 settembre 2006 | NEAT                 |
| 292121 -            | 2006 RN66                | 14 settembre 2006 | Spacewatch           |
| 292122 -            | 2006 RP67                | 15 settembre 2006 | Spacewatch           |
| 292123 -            | 2006 RA68                | 15 settembre 2006 | Spacewatch           |
| 292124 -            | 2006 RJ71                | 15 settembre 2006 | Spacewatch           |
| 292125 -            | 2006 RW71                | 15 settembre 2006 | Spacewatch           |
| 292126 -            | 2006 RT72                | 15 settembre 2006 | Spacewatch           |
| 292127 -            | 2006 RK73                | 15 settembre 2006 | Spacewatch           |
| 292128 -            | 2006 RF74                | 15 settembre 2006 | Spacewatch           |
| 292129 -            | 2006 RS74                | 15 settembre 2006 | Spacewatch           |
| 292130 -            | 2006 RB75                | 15 settembre 2006 | Spacewatch           |
| 292131 -            | 2006 RN75                | 15 settembre 2006 | Spacewatch           |
| 292132 -            | 2006 RT76                | 15 settembre 2006 | Spacewatch           |
| 292133 -            | 2006 RY76                | 15 settembre 2006 | Spacewatch           |
| 292134 -            | 2006 RZ76                | 15 settembre 2006 | Spacewatch           |
| 292135 -            | 2006 RP80                | 15 settembre 2006 | Spacewatch           |
| 292136 -            | 2006 RB81                | 15 settembre 2006 | Spacewatch           |
| 292137 -            | 2006 RH81                | 15 settembre 2006 | Spacewatch           |
| 292138 -            | 2006 RN81                | 15 settembre 2006 | Spacewatch           |
| 292139 -            | 2006 RJ82                | 15 settembre 2006 | Spacewatch           |
| 292140 -            | 2006 RH83                | 15 settembre 2006 | Spacewatch           |
| 292141 -            | 2006 RG84                | 15 settembre 2006 | Spacewatch           |
| 292142 -            | 2006 RB87                | 15 settembre 2006 | Spacewatch           |
| 292143 -            | 2006 RD87                | 15 settembre 2006 | Spacewatch           |
| 292144 -            | 2006 RB88                | 15 settembre 2006 | Spacewatch           |
| 292145 -            | 2006 RF90                | 15 settembre 2006 | Spacewatch           |
| 292146 -            | 2006 RV91                | 15 settembre 2006 | Spacewatch           |
| 292147 -            | 2006 RL93                | 15 settembre 2006 | Spacewatch           |
| 292148 -            | 2006 RH94                | 15 settembre 2006 | Spacewatch           |
| 292149 -            | 2006 RX94                | 15 settembre 2006 | Spacewatch           |
| 292150 -            | 2006 RZ94                | 15 settembre 2006 | Spacewatch           |
| 292151 -            | 2006 RC95                | 15 settembre 2006 | Spacewatch           |
| 292152 -            | 2006 RO96                | 15 settembre 2006 | Spacewatch           |
| 292153 -            | 2006 RZ97                | 13 settembre 2006 | NEAT                 |
| 292154 -            | 2006 RG100               | 14 settembre 2006 | CSS                  |
| 292155 -            | 2006 RN102               | 14 settembre 2006 | CSS                  |
| 292156 -            | 2006 RN103               | 15 settembre 2006 | Spacewatch           |
| 292157 -            | 2006 RT103               | 11 settembre 2006 | Becker, A. C.        |
| 292158 -            | 2006 RB104               | 11 settembre 2006 | Becker, A. C.        |
| 292159 Jongoldstein | 2006 RU105               | 14 settembre 2006 | Masiero, J.          |
| 292160 Davefask     | 2006 RG107               | 14 settembre 2006 | Masiero, J.          |
| 292161 -            | 2006 RQ120               | 15 settembre 2006 | Spacewatch           |
| 292162 -            | 2006 SO                  | 16 settembre 2006 | CSS                  |
| 292163 -            | 2006 SD3                 | 16 settembre 2006 | LINEAR               |
| 292164 -            | 2006 SM4                 | 16 settembre 2006 | CSS                  |
| 292165 -            | 2006 SC6                 | 16 settembre 2006 | Siding Spring Survey |
| 292166 -            | 2006 SV7                 | 16 settembre 2006 | LINEAR               |
| 292167 -            | 2006 SG9                 | 16 settembre 2006 | CSS                  |
| 292168 -            | 2006 SS9                 | 16 settembre 2006 | Spacewatch           |
| 292169 -            | 2006 SA11                | 16 settembre 2006 | CSS                  |
| 292170 -            | 2006 SP11                | 16 settembre 2006 | LINEAR               |
| 292171 -            | 2006 SR12                | 16 settembre 2006 | NEAT                 |
| 292172 -            | 2006 SU12                | 16 settembre 2006 | NEAT                 |
| 292173 -            | 2006 SN13                | 17 settembre 2006 | LINEAR               |
| 292174 -            | 2006 SM15                | 17 settembre 2006 | CSS                  |
| 292175 -            | 2006 ST15                | 17 settembre 2006 | CSS                  |
| 292176 -            | 2006 SW15                | 17 settembre 2006 | CSS                  |
| 292177 -            | 2006 SD17                | 17 settembre 2006 | Spacewatch           |
| 292178 -            | 2006 SF18                | 17 settembre 2006 | Spacewatch           |
| 292179 -            | 2006 SW18                | 17 settembre 2006 | Spacewatch           |
| 292180 -            | 2006 SZ18                | 17 settembre 2006 | Spacewatch           |
| 292181 -            | 2006 SZ19                | 19 settembre 2006 | OAM                  |
| 292182 -            | 2006 SB20                | 18 settembre 2006 | Calvin College       |
| 292183 -            | 2006 SM20                | 19 settembre 2006 | Eskridge             |
| 292184 -            | 2006 SP21                | 17 settembre 2006 | CSS                  |
| 292185 -            | 2006 SA22                | 17 settembre 2006 | CSS                  |
| 292186 -            | 2006 SG22                | 17 settembre 2006 | LONEOS               |
| 292187 -            | 2006 SN25                | 16 settembre 2006 | LONEOS               |
| 292188 -            | 2006 SW27                | 17 settembre 2006 | Spacewatch           |
| 292189 -            | 2006 SN28                | 17 settembre 2006 | Spacewatch           |
| 292190 -            | 2006 SZ30                | 17 settembre 2006 | Spacewatch           |
| 292191 -            | 2006 SM31                | 17 settembre 2006 | LINEAR               |
| 292192 -            | 2006 SZ31                | 17 settembre 2006 | Spacewatch           |
| 292193 -            | 2006 ST32                | 17 settembre 2006 | Spacewatch           |
| 292194 -            | 2006 SY32                | 17 settembre 2006 | Spacewatch           |
| 292195 -            | 2006 SE33                | 17 settembre 2006 | CSS                  |
| 292196 -            | 2006 SK33                | 17 settembre 2006 | CSS                  |
| 292197 -            | 2006 SD34                | 17 settembre 2006 | CSS                  |
| 292198 -            | 2006 SK34                | 17 settembre 2006 | CSS                  |
| 292199 -            | 2006 SM34                | 17 settembre 2006 | CSS                  |
| 292200 -            | 2006 SS34                | 17 settembre 2006 | CSS                  |

## 292201-292300
| Nome     | Designazione provvisoria | Data di scoperta  | Scopritore     |
| -------- | ------------------------ | ----------------- | -------------- |
| 292201 - | 2006 SV34                | 17 settembre 2006 | Spacewatch     |
| 292202 - | 2006 SY34                | 17 settembre 2006 | Spacewatch     |
| 292203 - | 2006 SA35                | 17 settembre 2006 | Spacewatch     |
| 292204 - | 2006 SB35                | 17 settembre 2006 | Spacewatch     |
| 292205 - | 2006 SL35                | 17 settembre 2006 | LONEOS         |
| 292206 - | 2006 SO35                | 17 settembre 2006 | Spacewatch     |
| 292207 - | 2006 SC36                | 17 settembre 2006 | LONEOS         |
| 292208 - | 2006 SX36                | 17 settembre 2006 | Spacewatch     |
| 292209 - | 2006 SY36                | 17 settembre 2006 | Spacewatch     |
| 292210 - | 2006 SR38                | 18 settembre 2006 | Spacewatch     |
| 292211 - | 2006 SX41                | 18 settembre 2006 | LONEOS         |
| 292212 - | 2006 SL42                | 18 settembre 2006 | Spacewatch     |
| 292213 - | 2006 SS42                | 18 settembre 2006 | CSS            |
| 292214 - | 2006 SP43                | 16 settembre 2006 | CSS            |
| 292215 - | 2006 SC46                | 18 settembre 2006 | LONEOS         |
| 292216 - | 2006 SJ46                | 18 settembre 2006 | Spacewatch     |
| 292217 - | 2006 SB48                | 19 settembre 2006 | Spacewatch     |
| 292218 - | 2006 SC49                | 18 settembre 2006 | Spacewatch     |
| 292219 - | 2006 SE49                | 19 settembre 2006 | LONEOS         |
| 292220 - | 2006 SU49                | 20 settembre 2006 | Spacewatch     |
| 292221 - | 2006 SQ50                | 16 settembre 2006 | CSS            |
| 292222 - | 2006 SX50                | 17 settembre 2006 | LONEOS         |
| 292223 - | 2006 SN51                | 17 settembre 2006 | LONEOS         |
| 292224 - | 2006 SW53                | 16 settembre 2006 | CSS            |
| 292225 - | 2006 SS55                | 18 settembre 2006 | CSS            |
| 292226 - | 2006 SC57                | 18 settembre 2006 | Calvin College |
| 292227 - | 2006 ST59                | 17 settembre 2006 | CSS            |
| 292228 - | 2006 SB60                | 18 settembre 2006 | CSS            |
| 292229 - | 2006 SL60                | 18 settembre 2006 | CSS            |
| 292230 - | 2006 SR60                | 18 settembre 2006 | CSS            |
| 292231 - | 2006 SE62                | 18 settembre 2006 | CSS            |
| 292232 - | 2006 SY62                | 18 settembre 2006 | LONEOS         |
| 292233 - | 2006 SG63                | 19 settembre 2006 | LONEOS         |
| 292234 - | 2006 SM64                | 17 settembre 2006 | Spacewatch     |
| 292235 - | 2006 SP64                | 21 settembre 2006 | San Marcello   |
| 292236 - | 2006 SK68                | 19 settembre 2006 | CSS            |
| 292237 - | 2006 SJ69                | 19 settembre 2006 | Spacewatch     |
| 292238 - | 2006 ST69                | 19 settembre 2006 | CSS            |
| 292239 - | 2006 SN70                | 19 settembre 2006 | Spacewatch     |
| 292240 - | 2006 SG71                | 19 settembre 2006 | Spacewatch     |
| 292241 - | 2006 SJ71                | 19 settembre 2006 | Spacewatch     |
| 292242 - | 2006 SQ72                | 19 settembre 2006 | Spacewatch     |
| 292243 - | 2006 SE74                | 19 settembre 2006 | Spacewatch     |
| 292244 - | 2006 SH74                | 19 settembre 2006 | Spacewatch     |
| 292245 - | 2006 SP75                | 19 settembre 2006 | Spacewatch     |
| 292246 - | 2006 SG76                | 19 settembre 2006 | Spacewatch     |
| 292247 - | 2006 SW77                | 20 settembre 2006 | NEAT           |
| 292248 - | 2006 SF78                | 22 settembre 2006 | San Marcello   |
| 292249 - | 2006 SP80                | 18 settembre 2006 | Spacewatch     |
| 292250 - | 2006 SZ82                | 18 settembre 2006 | Spacewatch     |
| 292251 - | 2006 SP87                | 18 settembre 2006 | Spacewatch     |
| 292252 - | 2006 SS87                | 18 settembre 2006 | Spacewatch     |
| 292253 - | 2006 SO89                | 18 settembre 2006 | Spacewatch     |
| 292254 - | 2006 SP91                | 18 settembre 2006 | Spacewatch     |
| 292255 - | 2006 SQ91                | 18 settembre 2006 | Spacewatch     |
| 292256 - | 2006 SM93                | 18 settembre 2006 | Spacewatch     |
| 292257 - | 2006 SV94                | 18 settembre 2006 | Spacewatch     |
| 292258 - | 2006 SB97                | 18 settembre 2006 | Spacewatch     |
| 292259 - | 2006 SM97                | 18 settembre 2006 | Spacewatch     |
| 292260 - | 2006 SP97                | 18 settembre 2006 | Spacewatch     |
| 292261 - | 2006 SU98                | 18 settembre 2006 | Spacewatch     |
| 292262 - | 2006 SJ99                | 18 settembre 2006 | Spacewatch     |
| 292263 - | 2006 SY99                | 18 settembre 2006 | Spacewatch     |
| 292264 - | 2006 SK101               | 19 settembre 2006 | CSS            |
| 292265 - | 2006 SX106               | 19 settembre 2006 | Spacewatch     |
| 292266 - | 2006 SZ106               | 19 settembre 2006 | Spacewatch     |
| 292267 - | 2006 SA107               | 19 settembre 2006 | Spacewatch     |
| 292268 - | 2006 SF110               | 20 settembre 2006 | LINEAR         |
| 292269 - | 2006 SG110               | 20 settembre 2006 | LONEOS         |
| 292270 - | 2006 SP110               | 20 settembre 2006 | NEAT           |
| 292271 - | 2006 SN111               | 22 settembre 2006 | LONEOS         |
| 292272 - | 2006 SQ114               | 23 settembre 2006 | Spacewatch     |
| 292273 - | 2006 SH116               | 24 settembre 2006 | Spacewatch     |
| 292274 - | 2006 SX119               | 18 settembre 2006 | CSS            |
| 292275 - | 2006 SB120               | 18 settembre 2006 | CSS            |
| 292276 - | 2006 SK121               | 18 settembre 2006 | LONEOS         |
| 292277 - | 2006 SS121               | 19 settembre 2006 | Eskridge       |
| 292278 - | 2006 ST125               | 20 settembre 2006 | NEAT           |
| 292279 - | 2006 SX125               | 20 settembre 2006 | NEAT           |
| 292280 - | 2006 SE126               | 20 settembre 2006 | NEAT           |
| 292281 - | 2006 SA128               | 17 settembre 2006 | CSS            |
| 292282 - | 2006 SB128               | 17 settembre 2006 | CSS            |
| 292283 - | 2006 SC130               | 19 settembre 2006 | LONEOS         |
| 292284 - | 2006 SO130               | 20 settembre 2006 | LONEOS         |
| 292285 - | 2006 ST130               | 20 settembre 2006 | LONEOS         |
| 292286 - | 2006 SG131               | 25 settembre 2006 | Eskridge       |
| 292287 - | 2006 SX132               | 16 settembre 2006 | CSS            |
| 292288 - | 2006 SF133               | 17 settembre 2006 | CSS            |
| 292289 - | 2006 SA134               | 17 settembre 2006 | CSS            |
| 292290 - | 2006 SN134               | 25 settembre 2006 | LINEAR         |
| 292291 - | 2006 SZ134               | 20 settembre 2006 | LONEOS         |
| 292292 - | 2006 SB135               | 20 settembre 2006 | NEAT           |
| 292293 - | 2006 SC135               | 20 settembre 2006 | NEAT           |
| 292294 - | 2006 SS137               | 20 settembre 2006 | CSS            |
| 292295 - | 2006 SA140               | 22 settembre 2006 | LONEOS         |
| 292296 - | 2006 SD140               | 22 settembre 2006 | CSS            |
| 292297 - | 2006 SC143               | 19 settembre 2006 | Spacewatch     |
| 292298 - | 2006 SW143               | 19 settembre 2006 | Spacewatch     |
| 292299 - | 2006 SD144               | 19 settembre 2006 | Spacewatch     |
| 292300 - | 2006 SN144               | 19 settembre 2006 | Spacewatch     |

## 292301-292400
| Nome     | Designazione provvisoria | Data di scoperta  | Scopritore                        |
| -------- | ------------------------ | ----------------- | --------------------------------- |
| 292301 - | 2006 SQ146               | 19 settembre 2006 | Spacewatch                        |
| 292302 - | 2006 ST148               | 19 settembre 2006 | Spacewatch                        |
| 292303 - | 2006 SH150               | 19 settembre 2006 | Spacewatch                        |
| 292304 - | 2006 SK151               | 19 settembre 2006 | Spacewatch                        |
| 292305 - | 2006 SN151               | 19 settembre 2006 | Spacewatch                        |
| 292306 - | 2006 SK152               | 19 settembre 2006 | Spacewatch                        |
| 292307 - | 2006 SS152               | 19 settembre 2006 | Spacewatch                        |
| 292308 - | 2006 SB153               | 20 settembre 2006 | NEAT                              |
| 292309 - | 2006 SS154               | 21 settembre 2006 | LONEOS                            |
| 292310 - | 2006 SK155               | 22 settembre 2006 | CSS                               |
| 292311 - | 2006 SW155               | 23 settembre 2006 | Spacewatch                        |
| 292312 - | 2006 SL158               | 23 settembre 2006 | Spacewatch                        |
| 292313 - | 2006 SE159               | 23 settembre 2006 | Spacewatch                        |
| 292314 - | 2006 SY159               | 23 settembre 2006 | Spacewatch                        |
| 292315 - | 2006 SX161               | 24 settembre 2006 | Spacewatch                        |
| 292316 - | 2006 SJ163               | 24 settembre 2006 | Spacewatch                        |
| 292317 - | 2006 SG164               | 25 settembre 2006 | Spacewatch                        |
| 292318 - | 2006 SW165               | 25 settembre 2006 | Spacewatch                        |
| 292319 - | 2006 SA166               | 25 settembre 2006 | Spacewatch                        |
| 292320 - | 2006 SN166               | 25 settembre 2006 | Spacewatch                        |
| 292321 - | 2006 SK169               | 25 settembre 2006 | Spacewatch                        |
| 292322 - | 2006 SQ169               | 25 settembre 2006 | Spacewatch                        |
| 292323 - | 2006 SV170               | 25 settembre 2006 | Spacewatch                        |
| 292324 - | 2006 SU174               | 25 settembre 2006 | Mt. Lemmon Survey                 |
| 292325 - | 2006 SQ177               | 25 settembre 2006 | Spacewatch                        |
| 292326 - | 2006 SU179               | 25 settembre 2006 | Spacewatch                        |
| 292327 - | 2006 SW180               | 25 settembre 2006 | Mt. Lemmon Survey                 |
| 292328 - | 2006 SX180               | 25 settembre 2006 | Mt. Lemmon Survey                 |
| 292329 - | 2006 SW181               | 25 settembre 2006 | LONEOS                            |
| 292330 - | 2006 SO183               | 25 settembre 2006 | Mt. Lemmon Survey                 |
| 292331 - | 2006 SQ183               | 25 settembre 2006 | Mt. Lemmon Survey                 |
| 292332 - | 2006 SX183               | 25 settembre 2006 | Spacewatch                        |
| 292333 - | 2006 SZ184               | 25 settembre 2006 | Mt. Lemmon Survey                 |
| 292334 - | 2006 SD186               | 25 settembre 2006 | Mt. Lemmon Survey                 |
| 292335 - | 2006 SG186               | 25 settembre 2006 | Spacewatch                        |
| 292336 - | 2006 SW186               | 25 settembre 2006 | Mt. Lemmon Survey                 |
| 292337 - | 2006 SN188               | 26 settembre 2006 | Spacewatch                        |
| 292338 - | 2006 SC192               | 26 settembre 2006 | Mt. Lemmon Survey                 |
| 292339 - | 2006 SR192               | 26 settembre 2006 | Mt. Lemmon Survey                 |
| 292340 - | 2006 SG194               | 26 settembre 2006 | Spacewatch                        |
| 292341 - | 2006 SM195               | 26 settembre 2006 | Spacewatch                        |
| 292342 - | 2006 ST196               | 26 settembre 2006 | Spacewatch                        |
| 292343 - | 2006 SF198               | 25 settembre 2006 | Moletai                           |
| 292344 - | 2006 SO199               | 24 settembre 2006 | Spacewatch                        |
| 292345 - | 2006 SA202               | 24 settembre 2006 | Spacewatch                        |
| 292346 - | 2006 SA206               | 25 settembre 2006 | LONEOS                            |
| 292347 - | 2006 SE206               | 25 settembre 2006 | Mt. Lemmon Survey                 |
| 292348 - | 2006 SB211               | 26 settembre 2006 | Spacewatch                        |
| 292349 - | 2006 SM211               | 26 settembre 2006 | CSS                               |
| 292350 - | 2006 SA215               | 27 settembre 2006 | Spacewatch                        |
| 292351 - | 2006 ST216               | 27 settembre 2006 | Spacewatch                        |
| 292352 - | 2006 SU218               | 26 settembre 2006 | Astronomical Research Observatory |
| 292353 - | 2006 SB220               | 25 settembre 2006 | LINEAR                            |
| 292354 - | 2006 SU221               | 25 settembre 2006 | Mt. Lemmon Survey                 |
| 292355 - | 2006 SW225               | 26 settembre 2006 | Spacewatch                        |
| 292356 - | 2006 SX226               | 26 settembre 2006 | Spacewatch                        |
| 292357 - | 2006 SY226               | 26 settembre 2006 | Spacewatch                        |
| 292358 - | 2006 SG236               | 26 settembre 2006 | Mt. Lemmon Survey                 |
| 292359 - | 2006 SJ236               | 26 settembre 2006 | Mt. Lemmon Survey                 |
| 292360 - | 2006 SB239               | 26 settembre 2006 | Mt. Lemmon Survey                 |
| 292361 - | 2006 SL240               | 26 settembre 2006 | Spacewatch                        |
| 292362 - | 2006 SD241               | 26 settembre 2006 | Spacewatch                        |
| 292363 - | 2006 SN243               | 26 settembre 2006 | Spacewatch                        |
| 292364 - | 2006 SR244               | 26 settembre 2006 | Spacewatch                        |
| 292365 - | 2006 SB246               | 26 settembre 2006 | Mt. Lemmon Survey                 |
| 292366 - | 2006 SY247               | 26 settembre 2006 | Mt. Lemmon Survey                 |
| 292367 - | 2006 SH248               | 26 settembre 2006 | Mt. Lemmon Survey                 |
| 292368 - | 2006 SF249               | 26 settembre 2006 | Spacewatch                        |
| 292369 - | 2006 SJ249               | 26 settembre 2006 | Spacewatch                        |
| 292370 - | 2006 SK250               | 26 settembre 2006 | Spacewatch                        |
| 292371 - | 2006 SM251               | 26 settembre 2006 | Spacewatch                        |
| 292372 - | 2006 SE253               | 26 settembre 2006 | Mt. Lemmon Survey                 |
| 292373 - | 2006 SE255               | 26 settembre 2006 | CSS                               |
| 292374 - | 2006 SU256               | 26 settembre 2006 | Spacewatch                        |
| 292375 - | 2006 SA257               | 26 settembre 2006 | Spacewatch                        |
| 292376 - | 2006 SF257               | 26 settembre 2006 | Spacewatch                        |
| 292377 - | 2006 ST257               | 26 settembre 2006 | Spacewatch                        |
| 292378 - | 2006 SD258               | 26 settembre 2006 | Spacewatch                        |
| 292379 - | 2006 SQ258               | 26 settembre 2006 | Spacewatch                        |
| 292380 - | 2006 SL259               | 26 settembre 2006 | Spacewatch                        |
| 292381 - | 2006 SM261               | 26 settembre 2006 | Spacewatch                        |
| 292382 - | 2006 SA262               | 26 settembre 2006 | Mt. Lemmon Survey                 |
| 292383 - | 2006 SH262               | 26 settembre 2006 | Mt. Lemmon Survey                 |
| 292384 - | 2006 SC263               | 26 settembre 2006 | Mt. Lemmon Survey                 |
| 292385 - | 2006 SD265               | 26 settembre 2006 | Spacewatch                        |
| 292386 - | 2006 SA266               | 26 settembre 2006 | Spacewatch                        |
| 292387 - | 2006 SS266               | 26 settembre 2006 | Spacewatch                        |
| 292388 - | 2006 SA267               | 26 settembre 2006 | Spacewatch                        |
| 292389 - | 2006 SB267               | 26 settembre 2006 | Spacewatch                        |
| 292390 - | 2006 SB268               | 26 settembre 2006 | Spacewatch                        |
| 292391 - | 2006 SE268               | 26 settembre 2006 | Spacewatch                        |
| 292392 - | 2006 SD269               | 26 settembre 2006 | Spacewatch                        |
| 292393 - | 2006 SX269               | 26 settembre 2006 | Mt. Lemmon Survey                 |
| 292394 - | 2006 SZ269               | 26 settembre 2006 | Mt. Lemmon Survey                 |
| 292395 - | 2006 SA273               | 27 settembre 2006 | Mt. Lemmon Survey                 |
| 292396 - | 2006 SW274               | 27 settembre 2006 | Mt. Lemmon Survey                 |
| 292397 - | 2006 SA275               | 27 settembre 2006 | Spacewatch                        |
| 292398 - | 2006 SY277               | 28 settembre 2006 | LINEAR                            |
| 292399 - | 2006 SY278               | 28 settembre 2006 | Spacewatch                        |
| 292400 - | 2006 SH279               | 28 settembre 2006 | Spacewatch                        |

## 292401-292500
| Nome                  | Designazione provvisoria | Data di scoperta  | Scopritore              |
| --------------------- | ------------------------ | ----------------- | ----------------------- |
| 292401 -              | 2006 SC281               | 29 settembre 2006 | LONEOS                  |
| 292402 -              | 2006 SG283               | 26 settembre 2006 | LINEAR                  |
| 292403 -              | 2006 SS284               | 28 settembre 2006 | LINEAR                  |
| 292404 -              | 2006 SW285               | 25 settembre 2006 | Mt. Lemmon Survey       |
| 292405 -              | 2006 SZ285               | 17 settembre 2006 | Spacewatch              |
| 292406 -              | 2006 SE286               | 19 settembre 2006 | CSS                     |
| 292407 -              | 2006 SF286               | 19 settembre 2006 | CSS                     |
| 292408 -              | 2006 SL286               | 19 settembre 2006 | CSS                     |
| 292409 -              | 2006 ST287               | 22 settembre 2006 | LONEOS                  |
| 292410 -              | 2006 SJ288               | 25 settembre 2006 | CSS                     |
| 292411 -              | 2006 SF290               | 30 settembre 2006 | CSS                     |
| 292412 -              | 2006 SG290               | 30 settembre 2006 | CSS                     |
| 292413 -              | 2006 SN292               | 25 settembre 2006 | Spacewatch              |
| 292414 -              | 2006 SO295               | 25 settembre 2006 | Spacewatch              |
| 292415 -              | 2006 SK296               | 25 settembre 2006 | Spacewatch              |
| 292416 -              | 2006 SV296               | 25 settembre 2006 | Spacewatch              |
| 292417 -              | 2006 SC298               | 25 settembre 2006 | Mt. Lemmon Survey       |
| 292418 -              | 2006 SG300               | 26 settembre 2006 | CSS                     |
| 292419 -              | 2006 SU302               | 27 settembre 2006 | Spacewatch              |
| 292420 -              | 2006 ST304               | 27 settembre 2006 | Spacewatch              |
| 292421 -              | 2006 SB305               | 27 settembre 2006 | Spacewatch              |
| 292422 -              | 2006 SP306               | 27 settembre 2006 | Mt. Lemmon Survey       |
| 292423 -              | 2006 SM311               | 27 settembre 2006 | Spacewatch              |
| 292424 -              | 2006 SP313               | 27 settembre 2006 | Spacewatch              |
| 292425 -              | 2006 SW313               | 27 settembre 2006 | Spacewatch              |
| 292426 -              | 2006 SK315               | 27 settembre 2006 | Spacewatch              |
| 292427 -              | 2006 SF321               | 27 settembre 2006 | Spacewatch              |
| 292428 -              | 2006 SG321               | 27 settembre 2006 | Spacewatch              |
| 292429 -              | 2006 SH322               | 27 settembre 2006 | Spacewatch              |
| 292430 -              | 2006 SA326               | 27 settembre 2006 | Spacewatch              |
| 292431 -              | 2006 SD330               | 27 settembre 2006 | Spacewatch              |
| 292432 -              | 2006 SU330               | 28 settembre 2006 | Mt. Lemmon Survey       |
| 292433 -              | 2006 SV332               | 28 settembre 2006 | Spacewatch              |
| 292434 -              | 2006 SE335               | 28 settembre 2006 | Spacewatch              |
| 292435 -              | 2006 SP335               | 28 settembre 2006 | Spacewatch              |
| 292436 -              | 2006 SY336               | 28 settembre 2006 | Spacewatch              |
| 292437 -              | 2006 SS338               | 28 settembre 2006 | Spacewatch              |
| 292438 -              | 2006 SO346               | 28 settembre 2006 | Spacewatch              |
| 292439 -              | 2006 SN348               | 28 settembre 2006 | Spacewatch              |
| 292440 -              | 2006 SO349               | 29 settembre 2006 | LONEOS                  |
| 292441 -              | 2006 SL351               | 30 settembre 2006 | CSS                     |
| 292442 -              | 2006 SW351               | 30 settembre 2006 | CSS                     |
| 292443 -              | 2006 SB352               | 30 settembre 2006 | CSS                     |
| 292444 -              | 2006 SJ353               | 30 settembre 2006 | CSS                     |
| 292445 -              | 2006 SY353               | 30 settembre 2006 | CSS                     |
| 292446 -              | 2006 SY355               | 30 settembre 2006 | CSS                     |
| 292447 -              | 2006 SL357               | 30 settembre 2006 | CSS                     |
| 292448 -              | 2006 SN357               | 30 settembre 2006 | CSS                     |
| 292449 -              | 2006 SO357               | 30 settembre 2006 | Mt. Lemmon Survey       |
| 292450 -              | 2006 SV358               | 30 settembre 2006 | CSS                     |
| 292451 -              | 2006 SF359               | 30 settembre 2006 | CSS                     |
| 292452 -              | 2006 SU359               | 30 settembre 2006 | CSS                     |
| 292453 -              | 2006 SX359               | 30 settembre 2006 | Healy, D.               |
| 292454 -              | 2006 SQ360               | 30 settembre 2006 | Mt. Lemmon Survey       |
| 292455 -              | 2006 SX360               | 30 settembre 2006 | Mt. Lemmon Survey       |
| 292456 -              | 2006 SR362               | 30 settembre 2006 | Mt. Lemmon Survey       |
| 292457 -              | 2006 SW365               | 30 settembre 2006 | Mt. Lemmon Survey       |
| 292458 -              | 2006 SE366               | 30 settembre 2006 | Mt. Lemmon Survey       |
| 292459 Antoniolasciac | 2006 SO366               | 29 settembre 2006 | Farra d'Isonzo          |
| 292460 -              | 2006 SH372               | 23 settembre 2006 | Spacewatch              |
| 292461 -              | 2006 SA373               | 28 settembre 2006 | CSS                     |
| 292462 -              | 2006 SZ373               | 16 settembre 2006 | Becker, A. C.           |
| 292463 -              | 2006 SN375               | 17 settembre 2006 | Becker, A. C.           |
| 292464 -              | 2006 SU375               | 17 settembre 2006 | Becker, A. C.           |
| 292465 -              | 2006 SY375               | 17 settembre 2006 | Becker, A. C.           |
| 292466 -              | 2006 SX377               | 17 settembre 2006 | Becker, A. C.           |
| 292467 -              | 2006 SE378               | 18 settembre 2006 | Becker, A. C.           |
| 292468 -              | 2006 SP380               | 27 settembre 2006 | Becker, A. C.           |
| 292469 -              | 2006 ST380               | 27 settembre 2006 | Becker, A. C.           |
| 292470 -              | 2006 SB382               | 28 settembre 2006 | Becker, A. C.           |
| 292471 -              | 2006 SQ387               | 30 settembre 2006 | Becker, A. C.           |
| 292472 -              | 2006 SX388               | 30 settembre 2006 | Becker, A. C.           |
| 292473 -              | 2006 SS389               | 30 settembre 2006 | Becker, A. C.           |
| 292474 -              | 2006 SV390               | 17 settembre 2006 | CSS                     |
| 292475 -              | 2006 SF391               | 17 settembre 2006 | Spacewatch              |
| 292476 -              | 2006 SB392               | 19 settembre 2006 | Spacewatch              |
| 292477 -              | 2006 SD392               | 19 settembre 2006 | Spacewatch              |
| 292478 -              | 2006 SG392               | 25 settembre 2006 | Spacewatch              |
| 292479 -              | 2006 ST392               | 26 settembre 2006 | Spacewatch              |
| 292480 -              | 2006 SQ393               | 28 settembre 2006 | Spacewatch              |
| 292481 -              | 2006 ST393               | 30 settembre 2006 | Mt. Lemmon Survey       |
| 292482 -              | 2006 SM398               | 16 settembre 2006 | Spacewatch              |
| 292483 -              | 2006 SR398               | 17 settembre 2006 | Spacewatch              |
| 292484 -              | 2006 SV399               | 18 settembre 2006 | CSS                     |
| 292485 -              | 2006 SZ399               | 18 settembre 2006 | Spacewatch              |
| 292486 -              | 2006 SK400               | 19 settembre 2006 | CSS                     |
| 292487 -              | 2006 SB401               | 26 settembre 2006 | Mt. Lemmon Survey       |
| 292488 -              | 2006 SJ401               | 27 settembre 2006 | Mt. Lemmon Survey       |
| 292489 -              | 2006 SV401               | 28 settembre 2006 | Mt. Lemmon Survey       |
| 292490 Sienkiewicz    | 2006 SH406               | 24 settembre 2006 | K. Černis               |
| 292491 -              | 2006 SK406               | 28 settembre 2006 | Spacewatch              |
| 292492 -              | 2006 SZ406               | 26 settembre 2006 | CSS                     |
| 292493 -              | 2006 SS410               | 18 settembre 2006 | Spacewatch              |
| 292494 -              | 2006 SM412               | 28 settembre 2006 | CSS                     |
| 292495 -              | 2006 SP413               | 30 settembre 2006 | CSS                     |
| 292496 -              | 2006 TU4                 | 2 ottobre 2006    | Mt. Lemmon Survey       |
| 292497 -              | 2006 TX7                 | 12 ottobre 2006   | Sheridan, E.            |
| 292498 -              | 2006 TQ9                 | 1º ottobre 2006   | Sarneczky, K.           |
| 292499 -              | 2006 TQ10                | 14 ottobre 2006   | Sarneczky, K., Kuli, Z. |
| 292500 -              | 2006 TB13                | 10 ottobre 2006   | NEAT                    |

## 292501-292600
| Nome     | Designazione provvisoria | Data di scoperta | Scopritore                                          |
| -------- | ------------------------ | ---------------- | --------------------------------------------------- |
| 292501 - | 2006 TO13                | 10 ottobre 2006  | NEAT                                                |
| 292502 - | 2006 TW13                | 10 ottobre 2006  | NEAT                                                |
| 292503 - | 2006 TD15                | 11 ottobre 2006  | Spacewatch                                          |
| 292504 - | 2006 TC16                | 11 ottobre 2006  | Spacewatch                                          |
| 292505 - | 2006 TJ17                | 11 ottobre 2006  | Spacewatch                                          |
| 292506 - | 2006 TW17                | 11 ottobre 2006  | Spacewatch                                          |
| 292507 - | 2006 TB18                | 11 ottobre 2006  | Spacewatch                                          |
| 292508 - | 2006 TP18                | 11 ottobre 2006  | Spacewatch                                          |
| 292509 - | 2006 TS20                | 11 ottobre 2006  | Spacewatch                                          |
| 292510 - | 2006 TP22                | 11 ottobre 2006  | Spacewatch                                          |
| 292511 - | 2006 TL24                | 12 ottobre 2006  | Spacewatch                                          |
| 292512 - | 2006 TS26                | 12 ottobre 2006  | Spacewatch                                          |
| 292513 - | 2006 TU27                | 12 ottobre 2006  | Spacewatch                                          |
| 292514 - | 2006 TU28                | 12 ottobre 2006  | Spacewatch                                          |
| 292515 - | 2006 TA31                | 12 ottobre 2006  | Spacewatch                                          |
| 292516 - | 2006 TN31                | 12 ottobre 2006  | Spacewatch                                          |
| 292517 - | 2006 TA32                | 12 ottobre 2006  | Spacewatch                                          |
| 292518 - | 2006 TL32                | 12 ottobre 2006  | Spacewatch                                          |
| 292519 - | 2006 TU32                | 12 ottobre 2006  | Spacewatch                                          |
| 292520 - | 2006 TH34                | 12 ottobre 2006  | Spacewatch                                          |
| 292521 - | 2006 TW35                | 12 ottobre 2006  | Spacewatch                                          |
| 292522 - | 2006 TH36                | 12 ottobre 2006  | Spacewatch                                          |
| 292523 - | 2006 TY36                | 12 ottobre 2006  | Spacewatch                                          |
| 292524 - | 2006 TZ36                | 12 ottobre 2006  | Spacewatch                                          |
| 292525 - | 2006 TM37                | 12 ottobre 2006  | Spacewatch                                          |
| 292526 - | 2006 TX37                | 12 ottobre 2006  | Spacewatch                                          |
| 292527 - | 2006 TD38                | 12 ottobre 2006  | Spacewatch                                          |
| 292528 - | 2006 TL39                | 12 ottobre 2006  | Spacewatch                                          |
| 292529 - | 2006 TD40                | 12 ottobre 2006  | Spacewatch                                          |
| 292530 - | 2006 TZ40                | 12 ottobre 2006  | Spacewatch                                          |
| 292531 - | 2006 TH41                | 12 ottobre 2006  | Spacewatch                                          |
| 292532 - | 2006 TO44                | 12 ottobre 2006  | Spacewatch                                          |
| 292533 - | 2006 TH45                | 12 ottobre 2006  | Spacewatch                                          |
| 292534 - | 2006 TR45                | 12 ottobre 2006  | Spacewatch                                          |
| 292535 - | 2006 TY45                | 12 ottobre 2006  | Spacewatch                                          |
| 292536 - | 2006 TN46                | 12 ottobre 2006  | Spacewatch                                          |
| 292537 - | 2006 TO46                | 12 ottobre 2006  | Spacewatch                                          |
| 292538 - | 2006 TU46                | 12 ottobre 2006  | Spacewatch                                          |
| 292539 - | 2006 TC47                | 12 ottobre 2006  | Spacewatch                                          |
| 292540 - | 2006 TV47                | 12 ottobre 2006  | Spacewatch                                          |
| 292541 - | 2006 TC48                | 12 ottobre 2006  | Spacewatch                                          |
| 292542 - | 2006 TH48                | 12 ottobre 2006  | Spacewatch                                          |
| 292543 - | 2006 TF50                | 12 ottobre 2006  | NEAT                                                |
| 292544 - | 2006 TT53                | 12 ottobre 2006  | Spacewatch                                          |
| 292545 - | 2006 TQ54                | 12 ottobre 2006  | NEAT                                                |
| 292546 - | 2006 TT54                | 12 ottobre 2006  | NEAT                                                |
| 292547 - | 2006 TE55                | 12 ottobre 2006  | NEAT                                                |
| 292548 - | 2006 TR55                | 12 ottobre 2006  | NEAT                                                |
| 292549 - | 2006 TL60                | 13 ottobre 2006  | Spacewatch                                          |
| 292550 - | 2006 TV60                | 14 ottobre 2006  | Bickel, W.                                          |
| 292551 - | 2006 TR61                | 3 ottobre 2006   | CSS                                                 |
| 292552 - | 2006 TF63                | 10 ottobre 2006  | NEAT                                                |
| 292553 - | 2006 TJ64                | 11 ottobre 2006  | NEAT                                                |
| 292554 - | 2006 TS65                | 11 ottobre 2006  | NEAT                                                |
| 292555 - | 2006 TP66                | 11 ottobre 2006  | NEAT                                                |
| 292556 - | 2006 TX66                | 11 ottobre 2006  | NEAT                                                |
| 292557 - | 2006 TF67                | 11 ottobre 2006  | NEAT                                                |
| 292558 - | 2006 TP69                | 11 ottobre 2006  | NEAT                                                |
| 292559 - | 2006 TY69                | 11 ottobre 2006  | NEAT                                                |
| 292560 - | 2006 TR70                | 11 ottobre 2006  | NEAT                                                |
| 292561 - | 2006 TT70                | 11 ottobre 2006  | NEAT                                                |
| 292562 - | 2006 TF71                | 11 ottobre 2006  | NEAT                                                |
| 292563 - | 2006 TG71                | 11 ottobre 2006  | NEAT                                                |
| 292564 - | 2006 TL71                | 11 ottobre 2006  | NEAT                                                |
| 292565 - | 2006 TJ73                | 11 ottobre 2006  | NEAT                                                |
| 292566 - | 2006 TO75                | 11 ottobre 2006  | NEAT                                                |
| 292567 - | 2006 TJ76                | 11 ottobre 2006  | NEAT                                                |
| 292568 - | 2006 TT76                | 11 ottobre 2006  | NEAT                                                |
| 292569 - | 2006 TX76                | 11 ottobre 2006  | NEAT                                                |
| 292570 - | 2006 TW78                | 12 ottobre 2006  | NEAT                                                |
| 292571 - | 2006 TN79                | 13 ottobre 2006  | Spacewatch                                          |
| 292572 - | 2006 TH80                | 13 ottobre 2006  | Spacewatch                                          |
| 292573 - | 2006 TY80                | 13 ottobre 2006  | Spacewatch                                          |
| 292574 - | 2006 TC83                | 13 ottobre 2006  | Spacewatch                                          |
| 292575 - | 2006 TW84                | 13 ottobre 2006  | Spacewatch                                          |
| 292576 - | 2006 TD87                | 13 ottobre 2006  | Spacewatch                                          |
| 292577 - | 2006 TG87                | 13 ottobre 2006  | Spacewatch                                          |
| 292578 - | 2006 TU87                | 13 ottobre 2006  | Spacewatch                                          |
| 292579 - | 2006 TR89                | 13 ottobre 2006  | Spacewatch                                          |
| 292580 - | 2006 TX89                | 13 ottobre 2006  | Spacewatch                                          |
| 292581 - | 2006 TJ91                | 13 ottobre 2006  | Spacewatch                                          |
| 292582 - | 2006 TT91                | 13 ottobre 2006  | Spacewatch                                          |
| 292583 - | 2006 TT92                | 15 ottobre 2006  | Spacewatch                                          |
| 292584 - | 2006 TH94                | 15 ottobre 2006  | CSS                                                 |
| 292585 - | 2006 TP95                | 11 ottobre 2006  | NEAT                                                |
| 292586 - | 2006 TG97                | 13 ottobre 2006  | Spacewatch                                          |
| 292587 - | 2006 TT98                | 15 ottobre 2006  | Spacewatch                                          |
| 292588 - | 2006 TL99                | 15 ottobre 2006  | Spacewatch                                          |
| 292589 - | 2006 TC100               | 15 ottobre 2006  | Spacewatch                                          |
| 292590 - | 2006 TB101               | 15 ottobre 2006  | Spacewatch                                          |
| 292591 - | 2006 TQ101               | 15 ottobre 2006  | Spacewatch                                          |
| 292592 - | 2006 TW101               | 15 ottobre 2006  | Spacewatch                                          |
| 292593 - | 2006 TY101               | 15 ottobre 2006  | Spacewatch                                          |
| 292594 - | 2006 TL103               | 15 ottobre 2006  | Spacewatch                                          |
| 292595 - | 2006 TH104               | 15 ottobre 2006  | Spacewatch                                          |
| 292596 - | 2006 TN105               | 15 ottobre 2006  | Spacewatch                                          |
| 292597 - | 2006 TO106               | 15 ottobre 2006  | CSS                                                 |
| 292598 - | 2006 TT106               | 15 ottobre 2006  | Lin, C.-S., Ye, Q.-z.                               |
| 292599 - | 2006 TR107               | 12 ottobre 2006  | Siding Spring Survey                                |
| 292600 - | 2006 TU107               | 11 ottobre 2006  | Sloan Digital Sky Survey Linked Object Catalog team |

## 292601-292700
| Nome     | Designazione provvisoria | Data di scoperta | Scopritore              |
| -------- | ------------------------ | ---------------- | ----------------------- |
| 292601 - | 2006 TX108               | 2 ottobre 2006   | Mt. Lemmon Survey       |
| 292602 - | 2006 TZ108               | 2 ottobre 2006   | CSS                     |
| 292603 - | 2006 TC109               | 2 ottobre 2006   | Mt. Lemmon Survey       |
| 292604 - | 2006 TN109               | 4 ottobre 2006   | Mt. Lemmon Survey       |
| 292605 - | 2006 TS111               | 1º ottobre 2006  | Becker, A. C.           |
| 292606 - | 2006 TD115               | 1º ottobre 2006  | Becker, A. C.           |
| 292607 - | 2006 TX115               | 2 ottobre 2006   | Becker, A. C.           |
| 292608 - | 2006 TA117               | 3 ottobre 2006   | Becker, A. C.           |
| 292609 - | 2006 TW120               | 12 ottobre 2006  | Becker, A. C.           |
| 292610 - | 2006 TW121               | 4 ottobre 2006   | Mt. Lemmon Survey       |
| 292611 - | 2006 TN124               | 3 ottobre 2006   | Mt. Lemmon Survey       |
| 292612 - | 2006 TB128               | 13 ottobre 2006  | Spacewatch              |
| 292613 - | 2006 TL128               | 15 ottobre 2006  | Spacewatch              |
| 292614 - | 2006 TO129               | 2 ottobre 2006   | Mt. Lemmon Survey       |
| 292615 - | 2006 UC1                 | 16 ottobre 2006  | Ries, W.                |
| 292616 - | 2006 UE1                 | 16 ottobre 2006  | Sarneczky, K., Kuli, Z. |
| 292617 - | 2006 US2                 | 16 ottobre 2006  | Mt. Lemmon Survey       |
| 292618 - | 2006 UC3                 | 16 ottobre 2006  | CSS                     |
| 292619 - | 2006 UH5                 | 16 ottobre 2006  | CSS                     |
| 292620 - | 2006 UL6                 | 16 ottobre 2006  | CSS                     |
| 292621 - | 2006 UD7                 | 16 ottobre 2006  | CSS                     |
| 292622 - | 2006 UN7                 | 16 ottobre 2006  | CSS                     |
| 292623 - | 2006 UD9                 | 16 ottobre 2006  | CSS                     |
| 292624 - | 2006 UG9                 | 16 ottobre 2006  | CSS                     |
| 292625 - | 2006 UH18                | 16 ottobre 2006  | Bickel, W.              |
| 292626 - | 2006 UP19                | 16 ottobre 2006  | Spacewatch              |
| 292627 - | 2006 UW19                | 16 ottobre 2006  | Spacewatch              |
| 292628 - | 2006 UL20                | 16 ottobre 2006  | Spacewatch              |
| 292629 - | 2006 UQ21                | 16 ottobre 2006  | Spacewatch              |
| 292630 - | 2006 UD23                | 16 ottobre 2006  | Molnar, L. A.           |
| 292631 - | 2006 UZ23                | 16 ottobre 2006  | Spacewatch              |
| 292632 - | 2006 UR24                | 16 ottobre 2006  | Spacewatch              |
| 292633 - | 2006 UL25                | 16 ottobre 2006  | Spacewatch              |
| 292634 - | 2006 UB27                | 16 ottobre 2006  | Spacewatch              |
| 292635 - | 2006 UG27                | 16 ottobre 2006  | Spacewatch              |
| 292636 - | 2006 UM29                | 16 ottobre 2006  | Spacewatch              |
| 292637 - | 2006 UW29                | 16 ottobre 2006  | Spacewatch              |
| 292638 - | 2006 UC30                | 16 ottobre 2006  | Spacewatch              |
| 292639 - | 2006 UG33                | 16 ottobre 2006  | Spacewatch              |
| 292640 - | 2006 UZ34                | 16 ottobre 2006  | Spacewatch              |
| 292641 - | 2006 UZ35                | 16 ottobre 2006  | Spacewatch              |
| 292642 - | 2006 UT36                | 16 ottobre 2006  | Spacewatch              |
| 292643 - | 2006 UD37                | 16 ottobre 2006  | Spacewatch              |
| 292644 - | 2006 UB38                | 16 ottobre 2006  | Spacewatch              |
| 292645 - | 2006 UP38                | 16 ottobre 2006  | Spacewatch              |
| 292646 - | 2006 UT38                | 16 ottobre 2006  | Spacewatch              |
| 292647 - | 2006 UT39                | 16 ottobre 2006  | Spacewatch              |
| 292648 - | 2006 UB44                | 16 ottobre 2006  | Spacewatch              |
| 292649 - | 2006 UG45                | 16 ottobre 2006  | Spacewatch              |
| 292650 - | 2006 UZ50                | 17 ottobre 2006  | Mt. Lemmon Survey       |
| 292651 - | 2006 UP51                | 17 ottobre 2006  | Spacewatch              |
| 292652 - | 2006 UR51                | 17 ottobre 2006  | Spacewatch              |
| 292653 - | 2006 UB52                | 17 ottobre 2006  | Mt. Lemmon Survey       |
| 292654 - | 2006 UO52                | 17 ottobre 2006  | CSS                     |
| 292655 - | 2006 UP52                | 17 ottobre 2006  | CSS                     |
| 292656 - | 2006 UC53                | 17 ottobre 2006  | Mt. Lemmon Survey       |
| 292657 - | 2006 UY53                | 17 ottobre 2006  | Mt. Lemmon Survey       |
| 292658 - | 2006 UQ54                | 17 ottobre 2006  | CSS                     |
| 292659 - | 2006 UK57                | 18 ottobre 2006  | Spacewatch              |
| 292660 - | 2006 UZ57                | 18 ottobre 2006  | Spacewatch              |
| 292661 - | 2006 UV58                | 19 ottobre 2006  | Mt. Lemmon Survey       |
| 292662 - | 2006 UA60                | 19 ottobre 2006  | CSS                     |
| 292663 - | 2006 UC62                | 21 ottobre 2006  | Stevens, B. L.          |
| 292664 - | 2006 UL65                | 16 ottobre 2006  | Mt. Lemmon Survey       |
| 292665 - | 2006 UO66                | 16 ottobre 2006  | Spacewatch              |
| 292666 - | 2006 UY66                | 16 ottobre 2006  | Mt. Lemmon Survey       |
| 292667 - | 2006 UD69                | 16 ottobre 2006  | CSS                     |
| 292668 - | 2006 UX69                | 16 ottobre 2006  | CSS                     |
| 292669 - | 2006 UM74                | 17 ottobre 2006  | Spacewatch              |
| 292670 - | 2006 UA75                | 17 ottobre 2006  | Spacewatch              |
| 292671 - | 2006 UK75                | 17 ottobre 2006  | Mt. Lemmon Survey       |
| 292672 - | 2006 UT76                | 17 ottobre 2006  | Spacewatch              |
| 292673 - | 2006 UK78                | 17 ottobre 2006  | Spacewatch              |
| 292674 - | 2006 UM79                | 17 ottobre 2006  | Spacewatch              |
| 292675 - | 2006 UB81                | 17 ottobre 2006  | Spacewatch              |
| 292676 - | 2006 UK83                | 17 ottobre 2006  | Mt. Lemmon Survey       |
| 292677 - | 2006 US83                | 17 ottobre 2006  | Spacewatch              |
| 292678 - | 2006 UF84                | 17 ottobre 2006  | Mt. Lemmon Survey       |
| 292679 - | 2006 UR84                | 17 ottobre 2006  | Spacewatch              |
| 292680 - | 2006 UR89                | 17 ottobre 2006  | Spacewatch              |
| 292681 - | 2006 UO90                | 17 ottobre 2006  | Spacewatch              |
| 292682 - | 2006 UN92                | 18 ottobre 2006  | Spacewatch              |
| 292683 - | 2006 UB93                | 18 ottobre 2006  | Spacewatch              |
| 292684 - | 2006 UW93                | 18 ottobre 2006  | Spacewatch              |
| 292685 - | 2006 UL94                | 18 ottobre 2006  | Spacewatch              |
| 292686 - | 2006 UV96                | 18 ottobre 2006  | Spacewatch              |
| 292687 - | 2006 UG97                | 18 ottobre 2006  | Spacewatch              |
| 292688 - | 2006 UM97                | 18 ottobre 2006  | Spacewatch              |
| 292689 - | 2006 UB98                | 18 ottobre 2006  | Spacewatch              |
| 292690 - | 2006 UO98                | 18 ottobre 2006  | Spacewatch              |
| 292691 - | 2006 UB99                | 18 ottobre 2006  | Spacewatch              |
| 292692 - | 2006 UL99                | 18 ottobre 2006  | Spacewatch              |
| 292693 - | 2006 UZ110               | 19 ottobre 2006  | Spacewatch              |
| 292694 - | 2006 UB111               | 19 ottobre 2006  | Spacewatch              |
| 292695 - | 2006 UZ113               | 19 ottobre 2006  | Spacewatch              |
| 292696 - | 2006 UD117               | 19 ottobre 2006  | Spacewatch              |
| 292697 - | 2006 UW117               | 19 ottobre 2006  | Spacewatch              |
| 292698 - | 2006 UE121               | 19 ottobre 2006  | Spacewatch              |
| 292699 - | 2006 UF121               | 19 ottobre 2006  | Spacewatch              |
| 292700 - | 2006 UV121               | 19 ottobre 2006  | Spacewatch              |

## 292701-292800
| Nome     | Designazione provvisoria | Data di scoperta | Scopritore        |
| -------- | ------------------------ | ---------------- | ----------------- |
| 292701 - | 2006 UZ121               | 19 ottobre 2006  | Spacewatch        |
| 292702 - | 2006 UK122               | 19 ottobre 2006  | Spacewatch        |
| 292703 - | 2006 UE123               | 19 ottobre 2006  | Spacewatch        |
| 292704 - | 2006 UW123               | 19 ottobre 2006  | Spacewatch        |
| 292705 - | 2006 US124               | 19 ottobre 2006  | Mt. Lemmon Survey |
| 292706 - | 2006 UU124               | 19 ottobre 2006  | Mt. Lemmon Survey |
| 292707 - | 2006 UJ126               | 19 ottobre 2006  | Spacewatch        |
| 292708 - | 2006 UC127               | 19 ottobre 2006  | Spacewatch        |
| 292709 - | 2006 UM127               | 19 ottobre 2006  | Spacewatch        |
| 292710 - | 2006 US127               | 19 ottobre 2006  | CSS               |
| 292711 - | 2006 UD128               | 19 ottobre 2006  | Spacewatch        |
| 292712 - | 2006 UJ128               | 19 ottobre 2006  | Spacewatch        |
| 292713 - | 2006 UD130               | 19 ottobre 2006  | Spacewatch        |
| 292714 - | 2006 UU130               | 19 ottobre 2006  | Spacewatch        |
| 292715 - | 2006 UJ132               | 19 ottobre 2006  | CSS               |
| 292716 - | 2006 UU133               | 19 ottobre 2006  | Spacewatch        |
| 292717 - | 2006 UC135               | 19 ottobre 2006  | Spacewatch        |
| 292718 - | 2006 UP136               | 19 ottobre 2006  | Mt. Lemmon Survey |
| 292719 - | 2006 UH137               | 19 ottobre 2006  | Mt. Lemmon Survey |
| 292720 - | 2006 UK138               | 19 ottobre 2006  | Spacewatch        |
| 292721 - | 2006 UL138               | 19 ottobre 2006  | Spacewatch        |
| 292722 - | 2006 UK139               | 19 ottobre 2006  | Spacewatch        |
| 292723 - | 2006 UP140               | 19 ottobre 2006  | Spacewatch        |
| 292724 - | 2006 UX140               | 19 ottobre 2006  | Spacewatch        |
| 292725 - | 2006 UH141               | 19 ottobre 2006  | Mt. Lemmon Survey |
| 292726 - | 2006 UY141               | 19 ottobre 2006  | Spacewatch        |
| 292727 - | 2006 UV142               | 19 ottobre 2006  | Spacewatch        |
| 292728 - | 2006 US143               | 19 ottobre 2006  | Spacewatch        |
| 292729 - | 2006 UU143               | 19 ottobre 2006  | NEAT              |
| 292730 - | 2006 US153               | 21 ottobre 2006  | Spacewatch        |
| 292731 - | 2006 UH155               | 21 ottobre 2006  | CSS               |
| 292732 - | 2006 UY155               | 21 ottobre 2006  | Mt. Lemmon Survey |
| 292733 - | 2006 UG156               | 21 ottobre 2006  | Mt. Lemmon Survey |
| 292734 - | 2006 UM157               | 21 ottobre 2006  | Mt. Lemmon Survey |
| 292735 - | 2006 UO162               | 21 ottobre 2006  | Mt. Lemmon Survey |
| 292736 - | 2006 UL164               | 21 ottobre 2006  | Mt. Lemmon Survey |
| 292737 - | 2006 UG167               | 21 ottobre 2006  | Mt. Lemmon Survey |
| 292738 - | 2006 UM171               | 21 ottobre 2006  | Mt. Lemmon Survey |
| 292739 - | 2006 UR171               | 21 ottobre 2006  | Mt. Lemmon Survey |
| 292740 - | 2006 UV171               | 21 ottobre 2006  | Mt. Lemmon Survey |
| 292741 - | 2006 UH172               | 21 ottobre 2006  | Mt. Lemmon Survey |
| 292742 - | 2006 UV172               | 22 ottobre 2006  | Spacewatch        |
| 292743 - | 2006 UO173               | 22 ottobre 2006  | Mt. Lemmon Survey |
| 292744 - | 2006 UP173               | 22 ottobre 2006  | Mt. Lemmon Survey |
| 292745 - | 2006 UN174               | 19 ottobre 2006  | CSS               |
| 292746 - | 2006 UU174               | 16 ottobre 2006  | Bickel, W.        |
| 292747 - | 2006 UD175               | 16 ottobre 2006  | CSS               |
| 292748 - | 2006 UG176               | 16 ottobre 2006  | CSS               |
| 292749 - | 2006 UX176               | 16 ottobre 2006  | CSS               |
| 292750 - | 2006 UT177               | 16 ottobre 2006  | CSS               |
| 292751 - | 2006 UE178               | 16 ottobre 2006  | CSS               |
| 292752 - | 2006 UH179               | 16 ottobre 2006  | CSS               |
| 292753 - | 2006 UJ183               | 17 ottobre 2006  | CSS               |
| 292754 - | 2006 UH184               | 19 ottobre 2006  | NEAT              |
| 292755 - | 2006 UU185               | 17 ottobre 2006  | CSS               |
| 292756 - | 2006 UV185               | 17 ottobre 2006  | CSS               |
| 292757 - | 2006 UX185               | 17 ottobre 2006  | CSS               |
| 292758 - | 2006 UH186               | 17 ottobre 2006  | CSS               |
| 292759 - | 2006 UO186               | 17 ottobre 2006  | CSS               |
| 292760 - | 2006 UQ186               | 17 ottobre 2006  | Spacewatch        |
| 292761 - | 2006 UB188               | 19 ottobre 2006  | CSS               |
| 292762 - | 2006 UO191               | 19 ottobre 2006  | CSS               |
| 292763 - | 2006 UC192               | 19 ottobre 2006  | CSS               |
| 292764 - | 2006 UE192               | 19 ottobre 2006  | CSS               |
| 292765 - | 2006 UR192               | 19 ottobre 2006  | CSS               |
| 292766 - | 2006 UX193               | 20 ottobre 2006  | Spacewatch        |
| 292767 - | 2006 UL199               | 20 ottobre 2006  | Spacewatch        |
| 292768 - | 2006 UQ199               | 21 ottobre 2006  | CSS               |
| 292769 - | 2006 UA201               | 21 ottobre 2006  | Spacewatch        |
| 292770 - | 2006 UU203               | 22 ottobre 2006  | NEAT              |
| 292771 - | 2006 UL204               | 22 ottobre 2006  | Spacewatch        |
| 292772 - | 2006 UR204               | 22 ottobre 2006  | NEAT              |
| 292773 - | 2006 UH205               | 23 ottobre 2006  | Spacewatch        |
| 292774 - | 2006 UA209               | 23 ottobre 2006  | Spacewatch        |
| 292775 - | 2006 UB211               | 23 ottobre 2006  | Spacewatch        |
| 292776 - | 2006 UM211               | 23 ottobre 2006  | Spacewatch        |
| 292777 - | 2006 UE213               | 23 ottobre 2006  | Spacewatch        |
| 292778 - | 2006 UB214               | 23 ottobre 2006  | Spacewatch        |
| 292779 - | 2006 UB215               | 26 ottobre 2006  | Endate, K.        |
| 292780 - | 2006 UH215               | 27 ottobre 2006  | Molnar, L. A.     |
| 292781 - | 2006 UU215               | 27 ottobre 2006  | Mt. Lemmon Survey |
| 292782 - | 2006 US218               | 16 ottobre 2006  | Spacewatch        |
| 292783 - | 2006 UU218               | 16 ottobre 2006  | CSS               |
| 292784 - | 2006 UM219               | 16 ottobre 2006  | Spacewatch        |
| 292785 - | 2006 UO220               | 17 ottobre 2006  | Spacewatch        |
| 292786 - | 2006 UE222               | 17 ottobre 2006  | CSS               |
| 292787 - | 2006 UM222               | 17 ottobre 2006  | CSS               |
| 292788 - | 2006 UE223               | 17 ottobre 2006  | CSS               |
| 292789 - | 2006 UJ223               | 17 ottobre 2006  | CSS               |
| 292790 - | 2006 UF224               | 19 ottobre 2006  | NEAT              |
| 292791 - | 2006 UH225               | 19 ottobre 2006  | CSS               |
| 292792 - | 2006 UK225               | 19 ottobre 2006  | Spacewatch        |
| 292793 - | 2006 UC226               | 20 ottobre 2006  | Spacewatch        |
| 292794 - | 2006 UF228               | 20 ottobre 2006  | Spacewatch        |
| 292795 - | 2006 UO228               | 20 ottobre 2006  | NEAT              |
| 292796 - | 2006 UV228               | 20 ottobre 2006  | NEAT              |
| 292797 - | 2006 UX232               | 21 ottobre 2006  | NEAT              |
| 292798 - | 2006 US233               | 22 ottobre 2006  | Mt. Lemmon Survey |
| 292799 - | 2006 UE234               | 22 ottobre 2006  | Spacewatch        |
| 292800 - | 2006 UJ237               | 23 ottobre 2006  | Spacewatch        |

## 292801-292900
| Nome               | Designazione provvisoria | Data di scoperta | Scopritore                        |
| ------------------ | ------------------------ | ---------------- | --------------------------------- |
| 292801 -           | 2006 UA241               | 23 ottobre 2006  | Mt. Lemmon Survey                 |
| 292802 -           | 2006 UK242               | 27 ottobre 2006  | Spacewatch                        |
| 292803 -           | 2006 UE243               | 27 ottobre 2006  | Mt. Lemmon Survey                 |
| 292804 -           | 2006 UO243               | 27 ottobre 2006  | Mt. Lemmon Survey                 |
| 292805 -           | 2006 US244               | 27 ottobre 2006  | Mt. Lemmon Survey                 |
| 292806 -           | 2006 US246               | 27 ottobre 2006  | Mt. Lemmon Survey                 |
| 292807 -           | 2006 UK248               | 27 ottobre 2006  | Mt. Lemmon Survey                 |
| 292808 -           | 2006 UX248               | 27 ottobre 2006  | Mt. Lemmon Survey                 |
| 292809 -           | 2006 UK250               | 27 ottobre 2006  | Mt. Lemmon Survey                 |
| 292810 -           | 2006 UA251               | 27 ottobre 2006  | Mt. Lemmon Survey                 |
| 292811 -           | 2006 UY252               | 27 ottobre 2006  | Mt. Lemmon Survey                 |
| 292812 -           | 2006 UJ253               | 27 ottobre 2006  | Mt. Lemmon Survey                 |
| 292813 -           | 2006 UP254               | 27 ottobre 2006  | Mt. Lemmon Survey                 |
| 292814 -           | 2006 UT254               | 27 ottobre 2006  | Mt. Lemmon Survey                 |
| 292815 -           | 2006 UX254               | 27 ottobre 2006  | Mt. Lemmon Survey                 |
| 292816 -           | 2006 UZ254               | 27 ottobre 2006  | Mt. Lemmon Survey                 |
| 292817 -           | 2006 UH255               | 27 ottobre 2006  | Mt. Lemmon Survey                 |
| 292818 -           | 2006 UR257               | 28 ottobre 2006  | Mt. Lemmon Survey                 |
| 292819 -           | 2006 UG261               | 28 ottobre 2006  | CSS                               |
| 292820 -           | 2006 UF262               | 28 ottobre 2006  | Mt. Lemmon Survey                 |
| 292821 -           | 2006 UC265               | 27 ottobre 2006  | Mt. Lemmon Survey                 |
| 292822 -           | 2006 UU266               | 27 ottobre 2006  | Spacewatch                        |
| 292823 -           | 2006 UQ269               | 27 ottobre 2006  | Spacewatch                        |
| 292824 -           | 2006 UV270               | 27 ottobre 2006  | Mt. Lemmon Survey                 |
| 292825 -           | 2006 UM271               | 27 ottobre 2006  | Mt. Lemmon Survey                 |
| 292826 -           | 2006 UW272               | 27 ottobre 2006  | Spacewatch                        |
| 292827 -           | 2006 UZ272               | 27 ottobre 2006  | Spacewatch                        |
| 292828 -           | 2006 UG273               | 27 ottobre 2006  | Spacewatch                        |
| 292829 -           | 2006 UB274               | 27 ottobre 2006  | Spacewatch                        |
| 292830 -           | 2006 UH275               | 28 ottobre 2006  | Spacewatch                        |
| 292831 -           | 2006 UA276               | 28 ottobre 2006  | Spacewatch                        |
| 292832 -           | 2006 UH281               | 28 ottobre 2006  | Mt. Lemmon Survey                 |
| 292833 -           | 2006 UP281               | 28 ottobre 2006  | Mt. Lemmon Survey                 |
| 292834 -           | 2006 UV281               | 28 ottobre 2006  | Mt. Lemmon Survey                 |
| 292835 -           | 2006 UW282               | 28 ottobre 2006  | Spacewatch                        |
| 292836 -           | 2006 UG283               | 28 ottobre 2006  | Spacewatch                        |
| 292837 -           | 2006 UH283               | 28 ottobre 2006  | Spacewatch                        |
| 292838 -           | 2006 UN284               | 28 ottobre 2006  | Spacewatch                        |
| 292839 -           | 2006 UH285               | 28 ottobre 2006  | Mt. Lemmon Survey                 |
| 292840 -           | 2006 UB289               | 31 ottobre 2006  | Spacewatch                        |
| 292841 -           | 2006 UA290               | 31 ottobre 2006  | Spacewatch                        |
| 292842 -           | 2006 UD295               | 19 ottobre 2006  | Buie, M. W.                       |
| 292843 -           | 2006 UC299               | 19 ottobre 2006  | Buie, M. W.                       |
| 292844 -           | 2006 UY300               | 19 ottobre 2006  | Buie, M. W.                       |
| 292845 -           | 2006 UX325               | 20 ottobre 2006  | Buie, M. W.                       |
| 292846 -           | 2006 UP327               | 28 ottobre 2006  | Mt. Lemmon Survey                 |
| 292847 -           | 2006 UP328               | 19 ottobre 2006  | Spacewatch                        |
| 292848 -           | 2006 UZ328               | 21 ottobre 2006  | Mt. Lemmon Survey                 |
| 292849 -           | 2006 UG329               | 22 ottobre 2006  | Spacewatch                        |
| 292850 -           | 2006 UZ329               | 22 ottobre 2006  | Mt. Lemmon Survey                 |
| 292851 -           | 2006 UL332               | 21 ottobre 2006  | Becker, A. C.                     |
| 292852 -           | 2006 US334               | 20 ottobre 2006  | Mt. Lemmon Survey                 |
| 292853 -           | 2006 UY334               | 21 ottobre 2006  | Spacewatch                        |
| 292854 -           | 2006 UN338               | 28 ottobre 2006  | Mt. Lemmon Survey                 |
| 292855 -           | 2006 UQ338               | 31 ottobre 2006  | Mt. Lemmon Survey                 |
| 292856 Peeters     | 2006 UE341               | 26 ottobre 2006  | Wiegert, P. A.                    |
| 292857 -           | 2006 US358               | 18 ottobre 2006  | Spacewatch                        |
| 292858 -           | 2006 UW360               | 23 ottobre 2006  | Mt. Lemmon Survey                 |
| 292859 -           | 2006 UK361               | 22 ottobre 2006  | CSS                               |
| 292860 -           | 2006 VW                  | 1º novembre 2006 | Mt. Lemmon Survey                 |
| 292861 -           | 2006 VZ                  | 1º novembre 2006 | Spacewatch                        |
| 292862 -           | 2006 VM1                 | 1º novembre 2006 | Mt. Lemmon Survey                 |
| 292863 -           | 2006 VQ2                 | 3 novembre 2006  | Astronomical Research Observatory |
| 292864 -           | 2006 VJ3                 | 9 novembre 2006  | Spacewatch                        |
| 292865 -           | 2006 VR3                 | 9 novembre 2006  | Spacewatch                        |
| 292866 -           | 2006 VY3                 | 9 novembre 2006  | Spacewatch                        |
| 292867 -           | 2006 VU4                 | 9 novembre 2006  | Lin, H.-C., Ye, Q.-z.             |
| 292868 -           | 2006 VA6                 | 10 novembre 2006 | Spacewatch                        |
| 292869 -           | 2006 VB6                 | 10 novembre 2006 | Spacewatch                        |
| 292870 -           | 2006 VF8                 | 11 novembre 2006 | Spacewatch                        |
| 292871 -           | 2006 VC12                | 11 novembre 2006 | Mt. Lemmon Survey                 |
| 292872 Anoushankar | 2006 VV12                | 12 novembre 2006 | Casulli, V. S.                    |
| 292873 -           | 2006 VV14                | 9 novembre 2006  | Spacewatch                        |
| 292874 -           | 2006 VE15                | 9 novembre 2006  | Spacewatch                        |
| 292875 -           | 2006 VD16                | 9 novembre 2006  | Spacewatch                        |
| 292876 -           | 2006 VH18                | 9 novembre 2006  | Spacewatch                        |
| 292877 -           | 2006 VZ18                | 9 novembre 2006  | Spacewatch                        |
| 292878 -           | 2006 VY19                | 9 novembre 2006  | Spacewatch                        |
| 292879 -           | 2006 VG20                | 9 novembre 2006  | Spacewatch                        |
| 292880 -           | 2006 VB21                | 9 novembre 2006  | Lin, H.-C., Ye, Q.-z.             |
| 292881 -           | 2006 VX23                | 10 novembre 2006 | Spacewatch                        |
| 292882 -           | 2006 VN24                | 10 novembre 2006 | Spacewatch                        |
| 292883 -           | 2006 VS24                | 10 novembre 2006 | Spacewatch                        |
| 292884 -           | 2006 VZ25                | 10 novembre 2006 | Spacewatch                        |
| 292885 -           | 2006 VT27                | 10 novembre 2006 | Spacewatch                        |
| 292886 -           | 2006 VV27                | 10 novembre 2006 | Spacewatch                        |
| 292887 -           | 2006 VU29                | 10 novembre 2006 | Spacewatch                        |
| 292888 -           | 2006 VU30                | 10 novembre 2006 | Spacewatch                        |
| 292889 -           | 2006 VK31                | 11 novembre 2006 | Spacewatch                        |
| 292890 -           | 2006 VG33                | 11 novembre 2006 | Mt. Lemmon Survey                 |
| 292891 -           | 2006 VQ34                | 11 novembre 2006 | CSS                               |
| 292892 -           | 2006 VH35                | 11 novembre 2006 | Mt. Lemmon Survey                 |
| 292893 -           | 2006 VT36                | 11 novembre 2006 | CSS                               |
| 292894 -           | 2006 VN38                | 12 novembre 2006 | Mt. Lemmon Survey                 |
| 292895 -           | 2006 VQ38                | 12 novembre 2006 | Mt. Lemmon Survey                 |
| 292896 -           | 2006 VJ40                | 12 novembre 2006 | Mt. Lemmon Survey                 |
| 292897 -           | 2006 VF41                | 12 novembre 2006 | Mt. Lemmon Survey                 |
| 292898 -           | 2006 VH41                | 12 novembre 2006 | Mt. Lemmon Survey                 |
| 292899 -           | 2006 VQ41                | 12 novembre 2006 | Mt. Lemmon Survey                 |
| 292900 -           | 2006 VU41                | 12 novembre 2006 | Mt. Lemmon Survey                 |

## 292901-293000
| Nome          | Designazione provvisoria | Data di scoperta | Scopritore            |
| ------------- | ------------------------ | ---------------- | --------------------- |
| 292901 -      | 2006 VE42                | 12 novembre 2006 | Mt. Lemmon Survey     |
| 292902 -      | 2006 VN43                | 13 novembre 2006 | CSS                   |
| 292903 -      | 2006 VH44                | 13 novembre 2006 | CSS                   |
| 292904 -      | 2006 VH46                | 9 novembre 2006  | Spacewatch            |
| 292905 -      | 2006 VP48                | 10 novembre 2006 | LINEAR                |
| 292906 -      | 2006 VG49                | 10 novembre 2006 | Spacewatch            |
| 292907 -      | 2006 VD50                | 10 novembre 2006 | Spacewatch            |
| 292908 -      | 2006 VM51                | 10 novembre 2006 | Spacewatch            |
| 292909 -      | 2006 VX51                | 11 novembre 2006 | Spacewatch            |
| 292910 -      | 2006 VV53                | 11 novembre 2006 | Spacewatch            |
| 292911 -      | 2006 VB55                | 11 novembre 2006 | Spacewatch            |
| 292912 -      | 2006 VJ56                | 11 novembre 2006 | Spacewatch            |
| 292913 -      | 2006 VM56                | 11 novembre 2006 | Spacewatch            |
| 292914 -      | 2006 VS56                | 11 novembre 2006 | Spacewatch            |
| 292915 -      | 2006 VP60                | 11 novembre 2006 | Mt. Lemmon Survey     |
| 292916 -      | 2006 VS61                | 11 novembre 2006 | Spacewatch            |
| 292917 -      | 2006 VD62                | 11 novembre 2006 | Spacewatch            |
| 292918 -      | 2006 VQ62                | 11 novembre 2006 | Spacewatch            |
| 292919 -      | 2006 VV62                | 11 novembre 2006 | Spacewatch            |
| 292920 -      | 2006 VB63                | 11 novembre 2006 | Spacewatch            |
| 292921 -      | 2006 VK63                | 11 novembre 2006 | Spacewatch            |
| 292922 -      | 2006 VA65                | 11 novembre 2006 | Spacewatch            |
| 292923 -      | 2006 VG65                | 11 novembre 2006 | Spacewatch            |
| 292924 -      | 2006 VN65                | 11 novembre 2006 | Spacewatch            |
| 292925 -      | 2006 VP66                | 11 novembre 2006 | CSS                   |
| 292926 -      | 2006 VR66                | 11 novembre 2006 | CSS                   |
| 292927 -      | 2006 VU66                | 11 novembre 2006 | CSS                   |
| 292928 -      | 2006 VH69                | 11 novembre 2006 | Spacewatch            |
| 292929 -      | 2006 VO69                | 11 novembre 2006 | Spacewatch            |
| 292930 -      | 2006 VX69                | 11 novembre 2006 | Spacewatch            |
| 292931 -      | 2006 VC71                | 11 novembre 2006 | Mt. Lemmon Survey     |
| 292932 -      | 2006 VZ72                | 11 novembre 2006 | Mt. Lemmon Survey     |
| 292933 -      | 2006 VG73                | 11 novembre 2006 | Spacewatch            |
| 292934 -      | 2006 VA74                | 11 novembre 2006 | Mt. Lemmon Survey     |
| 292935 -      | 2006 VK76                | 12 novembre 2006 | Mt. Lemmon Survey     |
| 292936 -      | 2006 VQ76                | 12 novembre 2006 | Mt. Lemmon Survey     |
| 292937 -      | 2006 VS78                | 12 novembre 2006 | Mt. Lemmon Survey     |
| 292938 -      | 2006 VW78                | 12 novembre 2006 | Mt. Lemmon Survey     |
| 292939 -      | 2006 VS79                | 12 novembre 2006 | Mt. Lemmon Survey     |
| 292940 -      | 2006 VY83                | 13 novembre 2006 | Mt. Lemmon Survey     |
| 292941 -      | 2006 VA84                | 13 novembre 2006 | Mt. Lemmon Survey     |
| 292942 -      | 2006 VE86                | 14 novembre 2006 | Spacewatch            |
| 292943 -      | 2006 VJ89                | 14 novembre 2006 | Spacewatch            |
| 292944 -      | 2006 VS93                | 15 novembre 2006 | Mt. Lemmon Survey     |
| 292945 -      | 2006 VB94                | 15 novembre 2006 | Mt. Lemmon Survey     |
| 292946 -      | 2006 VO96                | 10 novembre 2006 | Spacewatch            |
| 292947 -      | 2006 VL97                | 11 novembre 2006 | Spacewatch            |
| 292948 -      | 2006 VR99                | 11 novembre 2006 | CSS                   |
| 292949 -      | 2006 VC100               | 11 novembre 2006 | CSS                   |
| 292950 -      | 2006 VK103               | 12 novembre 2006 | Lin, H.-C., Ye, Q.-z. |
| 292951 -      | 2006 VB105               | 13 novembre 2006 | Spacewatch            |
| 292952 -      | 2006 VM108               | 13 novembre 2006 | Spacewatch            |
| 292953 -      | 2006 VX108               | 13 novembre 2006 | NEAT                  |
| 292954 -      | 2006 VN110               | 13 novembre 2006 | Spacewatch            |
| 292955 -      | 2006 VC111               | 13 novembre 2006 | Spacewatch            |
| 292956 -      | 2006 VF111               | 13 novembre 2006 | Spacewatch            |
| 292957 -      | 2006 VO111               | 13 novembre 2006 | Spacewatch            |
| 292958 -      | 2006 VY112               | 13 novembre 2006 | Spacewatch            |
| 292959 -      | 2006 VC113               | 13 novembre 2006 | Spacewatch            |
| 292960 -      | 2006 VN113               | 13 novembre 2006 | Mt. Lemmon Survey     |
| 292961 -      | 2006 VV114               | 14 novembre 2006 | Mt. Lemmon Survey     |
| 292962 -      | 2006 VX120               | 14 novembre 2006 | Spacewatch            |
| 292963 -      | 2006 VD121               | 14 novembre 2006 | CSS                   |
| 292964 -      | 2006 VE123               | 14 novembre 2006 | Spacewatch            |
| 292965 -      | 2006 VK123               | 14 novembre 2006 | Spacewatch            |
| 292966 -      | 2006 VY131               | 15 novembre 2006 | Spacewatch            |
| 292967 -      | 2006 VK134               | 15 novembre 2006 | CSS                   |
| 292968 -      | 2006 VO134               | 15 novembre 2006 | CSS                   |
| 292969 -      | 2006 VL135               | 15 novembre 2006 | Spacewatch            |
| 292970 -      | 2006 VH138               | 15 novembre 2006 | Spacewatch            |
| 292971 -      | 2006 VK138               | 15 novembre 2006 | Spacewatch            |
| 292972 -      | 2006 VL140               | 15 novembre 2006 | Spacewatch            |
| 292973 -      | 2006 VQ140               | 15 novembre 2006 | Spacewatch            |
| 292974 -      | 2006 VP141               | 13 novembre 2006 | Spacewatch            |
| 292975 -      | 2006 VA142               | 13 novembre 2006 | CSS                   |
| 292976 -      | 2006 VE145               | 15 novembre 2006 | CSS                   |
| 292977 -      | 2006 VQ148               | 15 novembre 2006 | Spacewatch            |
| 292978 -      | 2006 VL149               | 2 novembre 2006  | CSS                   |
| 292979 -      | 2006 VA150               | 9 novembre 2006  | NEAT                  |
| 292980 -      | 2006 VZ150               | 9 novembre 2006  | NEAT                  |
| 292981 -      | 2006 VF151               | 9 novembre 2006  | NEAT                  |
| 292982 -      | 2006 VR153               | 8 novembre 2006  | NEAT                  |
| 292983 -      | 2006 VP155               | 15 novembre 2006 | CSS                   |
| 292984 -      | 2006 VK168               | 11 novembre 2006 | Spacewatch            |
| 292985 -      | 2006 VT168               | 1º novembre 2006 | Spacewatch            |
| 292986 -      | 2006 VV168               | 8 novembre 2006  | NEAT                  |
| 292987 -      | 2006 VY168               | 11 novembre 2006 | Spacewatch            |
| 292988 -      | 2006 VC169               | 2 novembre 2006  | Mt. Lemmon Survey     |
| 292989 -      | 2006 VG170               | 11 novembre 2006 | Mt. Lemmon Survey     |
| 292990 -      | 2006 VK171               | 11 novembre 2006 | Mt. Lemmon Survey     |
| 292991 Lyonne | 2006 WB1                 | 17 novembre 2006 | Merlin, J.-C.         |
| 292992 -      | 2006 WJ6                 | 16 novembre 2006 | Spacewatch            |
| 292993 -      | 2006 WS6                 | 16 novembre 2006 | Spacewatch            |
| 292994 -      | 2006 WV6                 | 16 novembre 2006 | Spacewatch            |
| 292995 -      | 2006 WD9                 | 16 novembre 2006 | Spacewatch            |
| 292996 -      | 2006 WR11                | 16 novembre 2006 | LINEAR                |
| 292997 -      | 2006 WK12                | 16 novembre 2006 | Mt. Lemmon Survey     |
| 292998 -      | 2006 WK16                | 17 novembre 2006 | Spacewatch            |
| 292999 -      | 2006 WF17                | 17 novembre 2006 | Mt. Lemmon Survey     |
| 293000 -      | 2006 WY17                | 17 novembre 2006 | Mt. Lemmon Survey     |